# Строганово (Ленинградская область)
Стро́ганово — посёлок при станции в Гатчинском муниципальном округе Ленинградской области.

## История
Согласно данным переписи населения СССР 1926 года в посёлке при станции Строганово Островского сельсовета Рождественской волости Троцкого уезда проживали 4 человека, все русские.
По данным 1966 года посёлок при станции Строганово в составе Гатчинского района не значился.
По данным 1973 и 1990 годов посёлок при станции Строганово входил в состав Орлинского сельсовета.
В 1997 году в посёлке проживали 48 человек, в 2002 году — 63 человека (русские — 89 %), в 2007 году — 33.

## География
Посёлок расположен в юго-западной части района при станции Строганово.
Расстояние до административного центра поселения — 8 км.

## Демография
| 2007 | 2010 | 2017 |
| ---- | ---- | ---- |
| 33   | ↘31  | ↗37  |

### Национальный состав
Согласно данным Всероссийской переписи населения 2021 года в посёлке проживал 231 человек,  из них:
 русские — 217, армяне — 1 человек, остальные национальность не указали.

## Фото

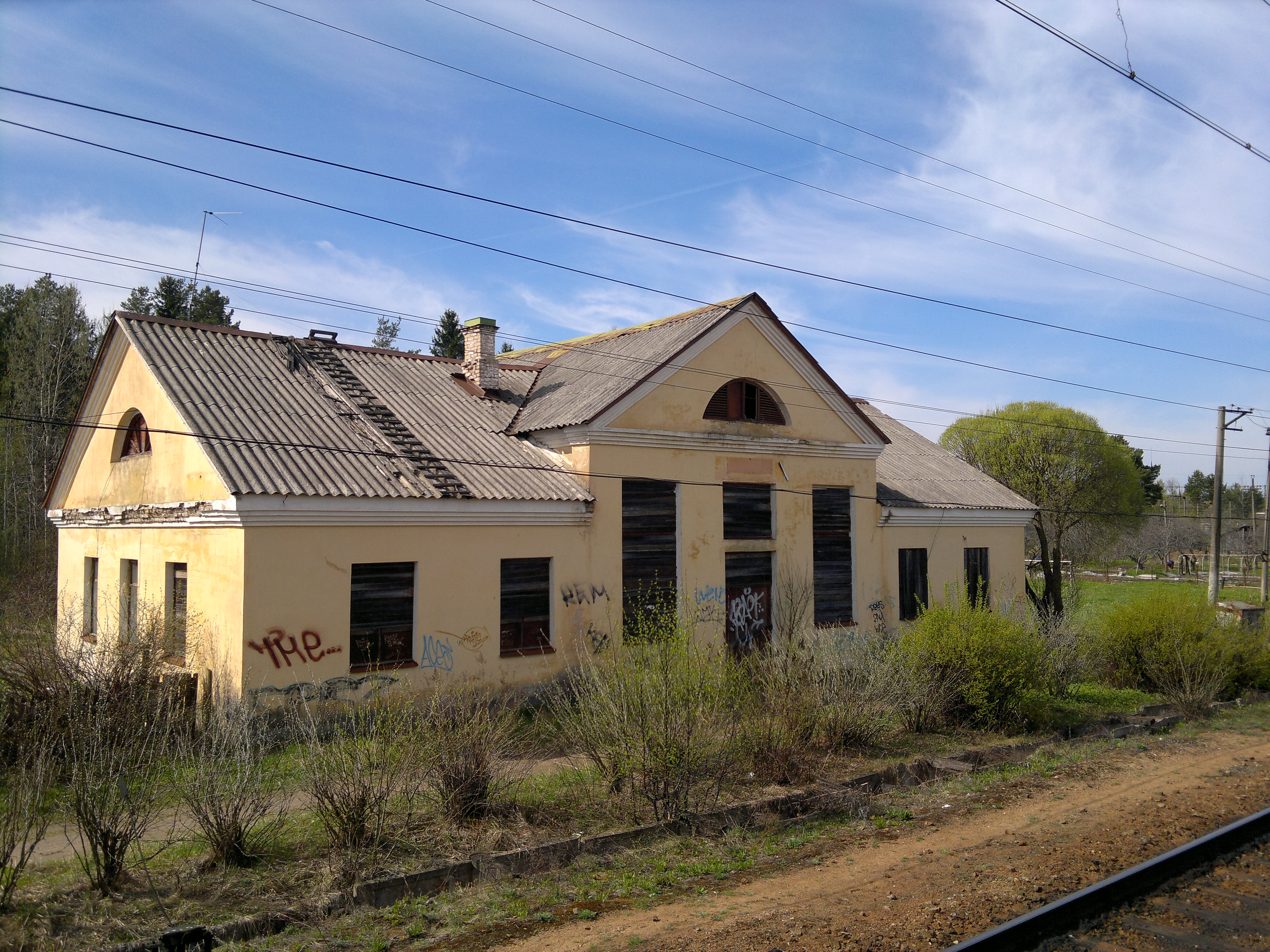
Заброшенный вокзал станции Строганово

## Улицы
77 км, Варшавская линия, Железнодорожная.

## Садоводства
Авангард, Весна, Волна, Восход, Горизонт, Горисполком-3, Колос, Лесное, Нева, Нейтрон, Октябрьское, Огонёк, Протон, Пчёлка, Ритм, Родник, Спринт, Строганово, Транспортник, Факел, Фрегат, Химик.
В большинстве садоводств находятся дачи сотрудников Петербургского института ядерной физики им. Б. П. Константинова.